# غوركا ماركيز
غوركا ماركيز (بالإسبانية: Gorka Márquez)‏ هو مصمم رقص إسباني، ولد في 4 سبتمبر 1990 في بلباو في إسبانيا.

## روابط خارجية
- غوركا ماركيز على موقع IMDb (الإنجليزية)